# Thuyền Vĩ
Chòm sao Thuyền Vĩ 船尾, (tiếng La Tinh: Puppis) là một trong 88 chòm sao hiện đại, mang hình ảnh đuôi chiếc thuyền.
Chòm sao lớn này có diện tích 673 độ vuông, nằm trên thiên cầu nam, chiếm vị trí thứ 20 trong danh sách các chòm sao theo diện tích.
Chòm sao Thuyền Vĩ nằm kề các chòm sao Kỳ Lân, La Bàn, Thuyền Phàm, Thuyền Để, Hội Giá, Thiên Cáp, Đại Khuyển, Trường Xà.

## Tên gọi

Đuôi thuyền

## Thiên thể
Các thiên thể đáng quan tâm
- Sao ζ Pup là một trong các sao khổng lồ lam lớn nhất trong Ngân Hà
- Sao biến đổi chu kì dài L2 Pup
- Sao biến đổi L Pup, V Pup
- Cụm sao mở M 46, M 93, NGC 2477, NGC 2451, NGC 2546, NGC 2423
- Tinh vân hành tinh NGC 2438
- Tân tinh SN 1942